# SISD
Single Instruction stream, Single Data stream (SISD) è un'architettura in cui una singola unità di elaborazione esegue un singolo flusso di dati. Corrisponde alla classica architettura di von Neumann utilizzata in quasi tutti i personal computer anche se è ormai obsoleta.

## Macchina SISD
Nell'architettura SISD è possibile eseguire un'unica istruzione per volta su un unico dato, eseguendo le istruzioni una dopo l'altra come previsto dal paradigma imperativo.

## Cicli di istruzione
- Fase di Fetch = Preleva dalla memoria centrale l'istruzione da eseguire utilizzando l'indirizzo contenuto nel PC (Program Counter), incrementa il PC in maniera tale che possa contenere l'indirizzo della prossima istruzione da eseguire,
- Fase di Decode = La CU (control unit) interpreta l'istruzione e determina le operazioni da eseguire.
- Fase di Execute = L'ALU (unità aritmetico logica) esegue le operazioni e la CU controlla l'andamento dell'esecuzione delle operazioni.

## Limiti dell'architettura SISD
Un importante limite della architettura SISD è la singola connessione tra il processore e la memoria. Siccome l'accesso alla memoria è limitato soltanto a un'operazione alla volta, insorge il classico problema definito come collo di bottiglia, generando un rallentamento generalizzato.

### Possibili soluzioni
Alcune soluzioni individuate sono:
- Allargamento del BUS Dati;
- Introduzione della cache;
- Parallelismo temporale per le istruzioni, facendo in modo che la macchina riesca ad elaborare il più alto numero possibile di istruzioni al secondo.

## Macchina SISD con prefetching
Sovrapposizione "temporale" della fase di fetch ed execute di due successive istruzioni.
L'elaboratore ha due unità hardware separate per eseguire la fase di fetch e di execute.

Questa tecnica non tiene conto di alterazioni della sequenza di esecuzione.
Esempio : in presenza di istruzioni di salto
I cambiamenti di sequenza non consentono di sfruttare i guadagni temporali dovuti al prefetching, ma neanche rallentano l'esecuzione rispetto al modello prefetching.

## Il Pipelining su SISD
Il pipelining prevede sia l'esecuzione di una istruzione divisa in più fasi (anche chiamati stadi) che la sovrapposizione temporale degli stadi di più istruzioni, dove ogni stadio è gestito da una unità hardware dedicata.
Il pipelining su SISD premette l'operazione in parallelo di più istruzioni situate a diversi stadi.
Il pipelining non esegue più velocemente le istruzioni, ma fa aumentare la frequenza di completamento delle istruzioni, cioè fa aumentare il numero di istruzioni eseguite al secondo (Throughtput).
```
Throughtput = Num_operazioni/ciclo
```

Di solito le pipeline hanno 5 stadi fondamentali. Una pipeline da X stadi elabora N istruzioni in un periodo di tempo pari a X+(N-1) cicli di clock, invece un processore senza pipeline impiega X*N cicli di clock.
Il guadagno massimo (rendimento) è dato dall'indice di Speed_up così definito:
Speed_up = [X+(N-1)]/(X*N)

## Problemi del pipelining
In presenza di stalli il guadagno di una pipeline si riduce sia a causa della dipendenza tra le istruzioni sia a causa della presenza di istruzioni di salto (jump point), in quanto non si conosce a priori la prossima istruzione da eseguire.
Nell'architettura RISC il pipelining consente di raggiungere elevate velocità di calcolo.
Nell'architettura CISC i vantaggi del pipelining non vengono sempre sfruttati a causa della presenza di istruzioni complesse che utilizzano tutte le fasi del pipelining rallentando quelle semplici.